# Eupetaurus cinereus
Eupetaurus cinereus är en stor gnagare i släktgruppen flygekorrar som förekommer i Himalaya. Arten är bara föga känd av zoologerna på grund av ett fåtal iakttagelser. Några individer har hittats i de delar av Kashmir som tillhör Pakistan, andra individer upptäcktes i Sikkim flera hundra kilometer bort. Två pälsar såldes på en marknad i Yunnan i Kina och det antogs att djuren dödades i närheten. Det är inte känt om arten har så många från varandra avskilda utbredningsområden eller om den kan gömma sig så bra.

## Kännetecken och levnadssätt
Med en kroppslängd omkring 50 centimeter och en nästan lika lång svans är Eupetaurus cinereus bara lite mindre än jätteflygekorrar. Vikten för en hona registrerades med 2,5 kilogram. Den tydligaste skillnaden är pälsen som hos Eupetaurus cinereus är ullig, tät och gråaktig. På så sätt är djuret väl anpassat till kalla väderförhållanden i höga bergsregioner. En av de få individer som har upphittats kännetecknades av melanism. Arten har även längre nos och annorlunda utformade kindtänder än jätteflygekorrar.
Enligt tidiga beskrivningar har djuret trubbiga klor så att den inte kan klättra i träd. I dessa skrifter står att arten lever ovanför trädgränsen och att den äter mossa och lav. En nyare undersökning av Zahler (1994) visade andra resultat – djuret hade skarpa klor. Då djuret trots allt tidvis lever ovanför trädgränsen antas att den är beroende på barrträd. Habitatet ligger 2 400 till 3 800 meter över havet.
Enligt studier av djurets avföring lever Eupetaurus cinereus främst av trädens barr.

## Eupetaurus cinereusoch människor
Arten beskrevs 1888 för första gången av biologen Oldfield Thomas. Fram till 1920-talet iakttogs djuret med jämna mellanrum. Vetenskapsmän förtecknade 1924 ytterligare en observation men sedan blev arten en tid "försvunnen". Uppgifter om artens existens kom sedan bara från den lokala befolkningen. Först 1994 utrustades en expedition under ledning av amerikanen Peter Zahler och Chantal Djeteman för att återupptäcka arten. Efter att de hade betalt 250 $ fördes de till en grotta där en individ hade inrättat sin bo. Efter en noggrann undersökning släpptes individen åter i frihet.
Sedan 1996 är åter inga vetenskapliga observationer förtecknade. Det enda som hittades var djurets avföring.
På grund av genetiska undersökningar av uppstoppade exemplar från olika museer antas att djurets två huvudpopulationer (en västlig och en östlig) utgör olika arter.
IUCN listar arten starkt hotad (EN).